# Friedlosigkeit
Friedlosigkeit kennzeichnete im germanischen Stammesrecht den persönlichen Verlust des Rechtsschutzes infolge der Verurteilung wegen einer Straftat. Ähnliche Bedeutung hat der Begriff der Vogelfreiheit.

## Geschichte
Die Rechtskategorie der Friedlosigkeit war zwar inhaltlich im Wesentlichen mit der Reichsacht identisch, jedoch wird das Wort Friedlosigkeit vorwiegend in norddeutschen und dänischen Quellen (altwestnordisch friðlauss, altenglisch friðleas, altschwedisch friþlös, altdänisch frithløs, friesisch fretholas, mittelniederdeutsch vredelos) genannt. In südlichen Quellen dagegen findet sich das gleiche Rechtsinstitut als Acht, und der Vorgang ist als Ächtung bezeichnet. Auch der Sachsenspiegel kennt das Wort Friedlosigkeit nicht. Die meisten Achtbücher entstammen dem 13. bis 15. Jahrhundert, also der Zeit der Landfriedensbewegungen.
Ein Urteil der Friedlosigkeit hatte zur Folge, dass die verurteilte Person seiner bürgerlichen und Vermögensrechte verlustig und „aus dem Frieden in den Unfrieden gesetzt“, mit anderen Worten, allen Rechtsschutzes ledig war. Beispielsweise benannte die nordfriesische Siebenhardenbeliebung vom 17. Juni 1426 im Art. 6 für die Delikte eines Bruches des Hausfriedens oder des Pflugfriedens die Strafe der Friedlosigkeit. Die Furchtbarkeit dieser Strafe bestand vor allem darin, dass der Geächtete keine Unterkunft und keinen Schutz finden konnte, weil die Begünstigung ebenfalls mit der Friedlosigkeit bedroht war.
Ob in der vorchristlich-germanischen Rechtstradition ein Friedloser auch als Wolf bezeichnet wurde (altnordisch: vargr), wie es zum Beispiel Wilhelm Eduard Wilda in Das Strafrecht der Germanen von 1842 nahelegt, ist in der jüngeren Forschung umstritten. Beispiel für die Vertretung einer Gegenposition ist das Buch Wargus, vargr, 'Verbrecher' 'Wolf' : eine sprach- und rechtsgeschichtliche Untersuchung von Michael Jacoby. Auf anderer Seite wird die Theorie vertreten, dass wargus oder vargr nicht nur in seiner Bedeutung als "Ausgestoßener" in bestimmten Rechtstexten verwendet wurde. So in der Schrift Wargus. Eine Bezeichnung für den Unrechtstäter in ihrem wortgeschichtlichen Zusammenhang von Ruth Schmidt-Wiegand.